# Колыбань (Гомельская область)
Колыбань, Калыбань (бел. Калыбань) — упразднённая деревня в Комаринском сельсовете Брагинского района Гомельской области Беларуси.

## География

### Расположение
В 41 км на юг от Брагина, 7 км от железнодорожной станции Посудово (на линии Овруч — Чернигов), 171 км от Гомеля.
Находится на территории Полесского радиационно-экологического заповедника.

### Водная система
Река Брагинка (приток Днепра).

## Транспортная система
Транспортные связи по просёлочной, затем автомобильной дороге Комарин — Брагин. Планировка состоит из 2 криволинейных, почти параллельных между собой улиц меридиональной ориентации. Застройка двусторонняя, деревянная, усадебного типа.

## История
Выявленные археологами городище I-го тысячелетия н. э. (4 км на юг от деревни, на правом берегу реке Брагинка) и курганный могильник (6 насыпей, 2 км на юго-запад от деревни, в урочище Замостье) свидетельствуют про заселение здешних мест с глубокой древности. По письменным источникам известна с XVIII века как деревня во владении Потоцких, затем — Мосальских. Дворянин Местар имел здесь в 1876 году 1971 десятин земли, водяную и конную мельницы. В 1885 году располагалась конная мельница. В результате пожара 16 августа 1895 года сгорела половина деревни. Согласно переписи 1897 года в деревне находились хлебозапасный магазин, трактир; рядом была одноименная усадьба. В 1908 году в Савитской волости Речицкого уезда.
С 8 декабря 1926 года по 1987 год центр Калыбанскага сельсовета Комаринского, с 25 декабря 1962 года Брагинского районов Речицкого, с 9 июня 1927 года Гомельского округов, с 20 февраля 1938 года Полесской, с 8 января 1954 года Гомельской областей. В 1929 году функционировали школа, изба-читальня, отделение потребительской кооперации. В 1930 году организован колхоз «Красный пахарь», работали 3 ветряные мельницы, 2 конные круподробилки, кузница, шерстечесальня, шорная мастерская.
Во время Великой Отечественной войны в сентябре 1943 года фашисты сожгли 265 дворов, убили 7 жителей (на основании свидетельских показаний израильского фонда Yad Vashem, были уничтожены как минимум 20 евреев, жителей деревни). В бою около деревни 23 сентября 1943 года отличились командир артиллерийской батареи старший лейтенант И. М. Ляшенко, командир роты старший лейтенант В. Л. Мельников, наводчики орудий А. Г. Козлов и Н. Д. Ольчев (им присвоено звание Героя Советского Союза).
В 1970 году была центром колхоза «Ленинский путь». Размещались средняя школа, клуб, библиотека, фельдшерско-акушерский пункт, отделение связи, швейная мастерская, 2 магазина.
20 августа 2008 года деревня упразднена.

## Население
После катастрофы на Чернобыльской АЭС и радиационного загрязнения жители (270 семей) переселены в 1986 году в чистые места.

### Численность
- 2010 год — жителей нет

### Динамика
- 1795 год — 6 дворов
- 1850 год — 50 дворов, 509 жителей
- 1885 год — 102 двора, 549 жителей
- 1908 год — 170 дворов, 928 жителей
- 1929 год — 1397 жителей
- 1940 год — 290 дворов
- 1959 год — 977 жителей (согласно переписи)
- 1970 год — 741 житель
- 1986 год — жители (270 семей) переселены

## Достопримечательности
- Городище периода раннего железного века 1 –е тыс. до н.э., расположено в 4 км к юго-востоку от деревни, урочище Бабьем
- Памятник погибшим землякам
- Братская могила советских воинов. Похоронено 3 воина, которые погибли в октябре 1943 года при освобождении территории сельсовета от немецко-фашистских захватчиков. В 1967 году установлено надгробье, обелиск в память о 80 земляках, которые погибли в Великую Отечественную войну.

## Известные уроженцы
- Расюк Фома Маркович — один из руководителей партизанской движения в Вилейской области, комиссар 4-й Белорусской партизанской бригады во время Великой Отечественной войны.